# 1. Division 1986-1987
L'edizione 1986-87 della Bundesliga vide la vittoria finale del Rapid Vienna.
Capocannoniere del torneo fu Anton Polster dell'Austria Vienna con 39 reti.

## La formula
Le dodici squadre del torneo si scontrano in un girone all'italiana con partite di andata e ritorno. Le prime otto accedono ai Meister playoff, le ultime quattro più le prime quattro della Erste Liga ai Mittlere playoff. Alla fine la vincente dei Meister playoff è Campione d'Austria e le squadre seguenti ottengono la qualificazione alla Coppa UEFA, mentre le prime quattro dei Mittlere playoff ottengono il diritto di partecipare alla prossima edizione della Bundesliga austriaca.

## Stagione autunnale
|    | Classifica            | G  | V  | N | P  | GF | GS | Pt |
| -- | --------------------- | -- | -- | - | -- | -- | -- | -- |
| 1  | Austria Vienna        | 22 | 14 | 5 | 3  | 57 | 28 | 33 |
| 2  | Rapid Vienna          | 22 | 12 | 6 | 4  | 65 | 31 | 30 |
| 3  | Swarovski Tirol       | 22 | 13 | 4 | 5  | 50 | 31 | 30 |
| 4  | Admira Wacker         | 22 | 9  | 4 | 9  | 42 | 34 | 22 |
| 5  | SK VOEST Linz         | 22 | 9  | 4 | 9  | 35 | 37 | 22 |
| 6  | Linzer ASK            | 22 | 9  | 4 | 9  | 31 | 39 | 22 |
| 7  | Wiener Sport-Club     | 22 | 9  | 3 | 10 | 48 | 40 | 21 |
| 8  | Sturm Graz            | 22 | 8  | 5 | 9  | 28 | 32 | 21 |
| 9  | First Vienna FC       | 22 | 9  | 2 | 11 | 27 | 40 | 20 |
| 10 | SC Eisenstadt         | 22 | 7  | 5 | 10 | 32 | 46 | 19 |
| 11 | Grazer AK             | 22 | 6  | 4 | 12 | 26 | 41 | 16 |
| 12 | SK Austria Klagenfurt | 22 | 1  | 6 | 15 | 14 | 56 | 8  |

## Stagione primaverile
La classifica finale dei Meister playoff è ottenuta sommando una parte dei punti della stagione autunnale con quelli dei playoff stessi, mentre per i Mittlere playoff i punti sono quelli dei soli playoff.

### Meister playoff
|   | Classifica        | G  | V  | N  | P  | GF | GS | Pt |
| - | ----------------- | -- | -- | -- | -- | -- | -- | -- |
| 1 | Rapid Vienna      | 36 | 22 | 8  | 6  | 94 | 43 | 52 |
| 2 | Austria Vienna    | 36 | 21 | 10 | 5  | 86 | 40 | 52 |
| 3 | Swarovski Tirol   | 36 | 20 | 5  | 11 | 78 | 57 | 45 |
| 4 | Linzer ASK        | 36 | 17 | 6  | 13 | 56 | 59 | 40 |
| 5 | Admira Wacker     | 36 | 13 | 7  | 16 | 63 | 55 | 33 |
| 6 | Wiener Sport-Club | 36 | 13 | 6  | 17 | 74 | 64 | 32 |
| 7 | Sturm Graz        | 36 | 11 | 8  | 17 | 45 | 67 | 30 |
| 8 | SK VOEST Linz     | 36 | 11 | 7  | 18 | 46 | 73 | 29 |

### Mittlere playoff
|   | Classifica             | G  | V | N | P | GF | GS | Pt |
| - | ---------------------- | -- | - | - | - | -- | -- | -- |
| 1 | *VfB Mödling           | 14 | 6 | 6 | 2 | 19 | 9  | 18 |
| 2 | First Vienna FC        | 14 | 6 | 5 | 3 | 29 | 18 | 17 |
| 3 | Grazer AK              | 14 | 7 | 3 | 4 | 16 | 12 | 17 |
| 4 | SK Austria Klagenfurt  | 14 | 6 | 4 | 4 | 12 | 17 | 16 |
| 5 | *SK Vorwärts Steyr     | 14 | 4 | 6 | 4 | 16 | 15 | 14 |
| 6 | *SV Austria Salisburgo | 14 | 4 | 4 | 6 | 11 | 19 | 12 |
| 7 | SC Eisenstadt          | 14 | 3 | 4 | 7 | 14 | 22 | 10 |
| 8 | *Donawitzer SV Alpine  | 14 | 2 | 4 | 8 | 11 | 16 | 8  |

(*)Squadre appartenenti alla Erste Liga.

## Verdetti
- Rapid Vienna Campione d'Austria 1986-87.
- Austria Vienna, Linzer ASK e Admira Wacker ammesse alla Coppa UEFA 1987-1988.
- VfB Mödling, First Vienna FC, Grazer AK e SK Austria Klagenfurt ammesse alla Bundesliga 1987-1988.
- Scheda su RSSSF.com, su rsssf.com.
- Risultati e classifica su austriasoccer.at, su austriasoccer.at.